# Надостная мышца
Надостная мышца (лат. Musculus supraspinatus) треугольная, полностью заполняет надостную ямку лопатки, начинаясь от её стенок. Мышечные пучки, сходясь в более узкую часть мышцы, направляются кнаружи. Затем они проходят под акромион и прикрепляются к большому бугорку плечевой кости. Концевое сухожилие надостной мышцы срастается с задней поверхностью плечевого сустава. При сокращении мышца оттягивает капсулу, предотвращая её ущемление.

## Функция
Одна из четырёх мышц, образующих вращательную манжету плеча. Отводит руку, являясь синергистом дельтовидной мышцы. Более эффективно участвует в отведении руки выше горизонтального уровня.

## Повреждения
Часто повреждается о костные выросты акромиального отростка лопатки, что вызывает импинджмент-синдром. Боль при повреждениях распространяется по наружной и задней поверхности плеча, отдавая в локоть. Для воспроизведения симптомов соударения вращательной манжеты плеча предназначен тест Нира на импинджмент плечевого сустава посредством сгибания плеча и приложения давления.